# Região Geográfica Intermediária de Gurupi
A Região Geográfica Intermediária de Gurupi é uma das três regiões intermediárias do estado brasileiro do Tocantins e uma das 134 regiões intermediárias do Brasil, criadas pelo Instituto Brasileiro de Geografia e Estatística (IBGE) em 2017. É composta por 32 municípios, distribuídos em duas regiões geográficas imediatas.
Sua população total estimada pelo Instituto Brasileiro de Geografia e Estatística (IBGE) para 1º de julho de 2018 é de 279 043 habitantes, distribuídos em uma área total de 86 929,006 km².
Gurupi é o município mais populoso da região intermediária, com 85 737 habitantes, de acordo com estimativas de 2018 do Instituto Brasileiro de Geografia e Estatística (IBGE).

## Regiões geográficas imediatas
| Região geográfica imediata               | Municípios | População Estimativa 2018 | População Censo IBGE 2022 | Área (km²) |
| ---------------------------------------- | --- | ------------------------- | ------------------------- | ---------- |
| Região Geográfica Imediata de Gurupi     | Aliança do Tocantins Alvorada Araguaçu Cariri do Tocantins Crixás do Tocantins Dueré Figueirópolis Formoso do Araguaia Gurupi Jaú do Tocantins Palmeirópolis Paranã Peixe Sandolândia São Salvador do Tocantins São Valério Sucupira Talismã | 191 375                   | 185 755                   | 61 770,334 |
| Região Geográfica Imediata de Dianópolis | Almas Arraias Aurora do Tocantins Combinado Conceição do Tocantins Dianópolis Lavandeira Novo Alegre Novo Jardim Ponte Alta do Bom Jesus Porto Alegre do Tocantins Rio da Conceição Taguatinga Taipas do Tocantins                           | 87 668                    | 77 098                    | 25 158,672 |
| Total                                    | 32 | 279 043                   | 262 853                   | 86 929,006 |